# Borsdorf
Borsdorf est une commune de Saxe (Allemagne), située dans l'arrondissement de Leipzig, dans le district de Leipzig.
Borsdorf possède une gare qui est le point de jonction des lignes Leipzig-Dresde et Borsdorf-Coswig. La route fédérale B6 traverse le territoire de la commune entre les districts de Borsdorf et Panitzsch.
Le lien entre Borsdorf et l'ancienne variété de pomme Borsdorfer Apfel est probablement dû à une confusion avec une ancienne ferme de l'abbaye de Pforta dans l'actuel Porstendorf près de Dornburg/Saale, ou avec l'actuel Pohrsdorf près de Tharandt où des pommes sont cultivées depuis le Moyen Âge. 

## Personnalités liées à la ville
- Maria Winkelmann (1670-1720), astronome née à Panitzsch.
- Christoph Höhne (1941-), athlète né à Borsdorf.